# Nagy-Kolumbia
Nagy-Kolumbia (spanyolul Gran Colombia) történelmi államalakulat, a Kolumbiai Köztársaság történetének 1819 és 1830 közötti időszakára használt kifejezés. Ez a rövid életű dél-amerikai állam fennállása alatt magában foglalta a mai Kolumbia, Venezuela, Ecuador és Panama teljes területét, valamint Peru, Brazília és Guyana kisebb részeit.

## A név eredete
Az ország neve a maihoz hasonlóan Kolumbiai Köztársaság volt. A Nagy-Kolumbia elnevezés a történészek által alkotott fogalom, hogy így különböztessék meg egymástól az 1831 előtti és a mai köztársaságot. 
Maga a Kolumbia név Kolumbusz Kristóf (spanyolul Cristóbal Colón, olaszul Cristoforo Colombo) nevéből ered. Az országnak Francisco de Miranda azért adta ezt a nevet, hogy ez utaljon minden újvilági spanyol és portugál gyarmatra.

## Bolívar és a föderáció
A 19. század eleji latin-amerikai függetlenségi háborúk idején, a Simón Bolívar vezette sereg boyacái csatában aratott győzelme után, 1819 decemberében kiáltották ki a Nagy-Kolumbiai Köztársaságot az angosturai kongresszuson. Három részből álló köztársaságként hozták létre Bogotá, Caracas és Quito központtal, bár e három alkirályság nem mindegyike lett ekkor még független.
Az ország alkotmányát a cúcutai konferencián 1821-ben fogadták el, és Bogotát az ország fővárosává tették. A centralizált hatalom mellett új közigazgatási felosztást alakítottak ki: Venezuelát, Cundinamarcát és Quitót kisebb területi egységekre bontották. A választásokon Simón Bolívar lett az elnök, és Francisco de Paula Santander az elnökhelyettes. 
Létezésének első évében Nagy-Kolumbia segített a még spanyol hatalom alatt álló területek elszakadásában, ekkor lett az ország szerves része Panama, valamint Venezuela és Quito egyes területei. 
Peru később, 1824-ben szintén Nagy-Kolumbia segítségével vált független állammá.

## Föderalisták és szeparatisták
A központi és a helyi hatalom képviselői a spanyolok elleni háború befejezése után elkezdtek egymással viaskodni. Állandó feszültséget gerjesztett köztük a területi felosztás megváltoztatásának kérdése, amivel együtt járt volna a gazdasági és kereskedelmi erőviszonyok megváltozása is. Ez folytonos csatározásokat indított meg a területek között, melyek változtatásokkal és kompromisszumokkal végződtek.
A megállapodások soha nem tudtak tartós békét biztosítani, ami megmutatta, hogy törékeny, nem időtálló az állam felépítése.
Bolívar egy egységes latin-amerikai államot szeretett volna, azonban nem volt képes ezt megvalósítani. A Nagy-Kolumbiai Köztársaság volt erre az egyetlen lehetősége.
Simón Bolívart elképzeléseiben senki sem támogatta, így 1828-ban felhagyott tervével, majd 1830 első felében lemondott elnöki tisztéről.
Az állam végül 1830 nagy részében már nem funkcionált, és 1831-ben Ecuador, Venezuela és Új-Granada létrejöttével teljesen meg is szűnt.

## Független államok
Nagy-Kolumbia szétesése akkor bizonyította, hogy Bolívar álma megvalósíthatatlan. Cundinamarca (ahogy ezt Angosturában létrehozták) Új-Granada néven vált függetlenné. 1863-ban Kolumbiai Egyesült Államokra, majd 1886-ban Kolumbiára változtatta a nevét.  Panama egészen 1903-ig ennek az országnak az egyik tartománya maradt, majd ekkor az USA a Panama-csatorna megépítéséért cserébe támogatást adott függetlenedéséhez.